# ハビエル・バローソ
ハビエル・バローソ・サンチェス＝ゲラ（Javier Barroso Sánchez-Guerra、1903年12月3日 - 1990年9月10日）は、スペイン・マドリード出身の元サッカー選手、元サッカー指導者、建築家。現役時代のポジションはFW、GK。アトレティコ・マドリード名誉会長、元スペインサッカー連盟会長。

## 経歴
マドリードに生まれ、まだラ・リーガ開幕前のスペインでサッカー選手として活躍し、マドリードCFではFWとして、1921年から在籍したアトレティコ・マドリード (当時はアスレティック・マドリード)ではGKとしてプレーした。1925-26シーズン、コパ・デル・レイ決勝のFCバルセロナ戦ではキャプテンとして試合に出場した。
現役引退後の1932年1月、イェニー・ルドルフの後任としてアトレティコ・マドリードの監督に就任し、1931-32シーズンの13試合で指揮を取った。1941年にはスペインサッカー連盟の会長に選出され、5年間会長職を務めた。1955年12月、アトレティコ・マドリードの会長選挙に出馬し、見事当選。その後9年間に渡って同職を全うしたが、この間に多くの改革を施した。
1961年3月17日、バローソは、エスタディオ・メトロポリターノが現在のクラブ規模に見合っていないと考え、マンサナーレス川のほとりに新スタジアム建設予定地を購入した。建築家でもあったバローソは、当時のマドリード市長と共同でスタジアムの設計に携わり、1958年に多額の借金を抱えてスタジアム建設が始まった。1963年にはのちにアトレティコ・マドリードの会長としてスタジアムのその名を残す事になるビセンテ・カルデロンを副会長に任命し、翌年にバローソは会長職から退いた。

## 主な作品
サッカー選手としてプレーする傍ら、建築家としても活動した。
- サン・イシドロ教会（スペイン語版） - 教会の修復工事、尖塔の復元
- スペイン法務省 - 省舎の改築と増築
- エスタディオ・ナシオナル・コンプルテンセ（スペイン語版） - 共同で設計、建築
- アントニオ・ネブリハ寮 - マドリード・コンプルテンセ大学にある6つの寮の1つ。
- コロンブス宮殿 - ドミニカ共和国にある宮殿。
- エスタディオ・ビセンテ・カルデロン - アトレティコ・マドリードの旧スタジアム。

バローソは主に兵舎の建設を手掛けており、スペイン全土にバローソ設計・建設の兵舎がある。